# قلعة نجم (منبج)
قلعة نجم قرية سوريّة تتبع إداريّاً لمحافظة حلب منطقة منبج ناحية مركز منبج، بلغ تعداد سكانها 587 نسمة حسب التعداد السكاني لعام 2004.